# كارلوس سانشيز
كارلوس سانشيز (بالإسبانية: Carlos Sánchez García) (19 يناير 1978 مدريد إسبانيا - ) هو لاعب كرة قدم إسباني يلعب كحارس مرمى.

## روابط خارجية
- كارلوس سانشيز على موقع قاعدة بيانات كرة القدم.إي يو (الإنجليزية)
- كارلوس سانشيز على موقع Soccerway.com (الإنجليزية)